# IP over Avian Carriers
IP over Avian Carriers (en français, « IP par transporteurs aviaires »), abrégé par le sigle IPoAC, est une proposition humoristique de méthode de transport du trafic internet IP (Internet Protocol) par des oiseaux, tels que des pigeons voyageurs.

Un pigeon voyageur pouvant transporter un paquet IP.

Cette proposition de protocole a été initialement décrite dans la RFC (Request for comments) 1149 rédigée par David Waitzman pour l'Internet Engineering Task Force, comme poisson d'avril pour l'année 1990.
Waitzman en a ensuite amélioré la description (en intégrant la « qualité de service ») dans un deuxième poisson d'avril, en 1999, avec la RFC 2549. En 2011, dans un troisième poisson d'avril, la RFC 6214 a permis d'adapter cette technologie au transport de datagrammes IPv6.

## Mise en œuvre réelle
Le 28 avril 2001, IP over Avian Carriers a été mis en œuvre par le groupe d'utilisateurs Linux de Bergen, en Norvège, avec des pigeons,. Ils ont envoyé neuf paquets sur une distance approximative de cinq kilomètres, chacun porté par un seul pigeon et contenant un ping (ICMP Echo Request), et ont reçu quatre réponses. De manière prévisible, les résultats furent mauvais : 55 % des paquets perdus, et un temps de réponse compris entre 3 000  et   6 000 secondes.
Cette mise en œuvre montre les proportions réelles de l'absurdité évidente de l'énoncé : comme on le verra plus loin, il pourrait être tout à fait utile de s'échanger des données via des cartes mémoire de grande capacité portées par des pigeons voyageurs, les mémoires actuelles permettant à ce mode de transmission de ridiculiser les réseaux classiques. Mais cela ne fonctionne que pour les fichiers de taille importante, avec une communication à sens unique. Au contraire, le protocole internet utilise une grande quantité de messages de taille négligeable pour s'assurer que la communication fonctionne bien. Reproduire rigoureusement ce protocole si on communique par pigeons voyageurs est donc absurde.

### L'exécution du ping
```
Script started on Sat Apr 28 11:24:09 2001
vegard@gyversalen:~$ /sbin/ifconfig tun0
tun0      Link encap:Point-to-Point Protocol  
          inet addr:10.0.3.2  P-t-P:10.0.3.1  Mask:255.255.255.255
          UP POINTOPOINT RUNNING NOARP MULTICAST  MTU:150  Metric:1
          RX packets:1 errors:0 dropped:0 overruns:0 frame:0
          TX packets:2 errors:0 dropped:0 overruns:0 carrier:0
          collisions:0 
          RX bytes:88 (88.0 b)  TX bytes:168 (168.0 b)

vegard@gyversalen:~$ ping -i 900 10.0.3.1
PING 10.0.3.1 (10.0.3.1): 56 data bytes
64 bytes from 10.0.3.1: icmp_seq=0 ttl=255 time=6165731.1 ms
64 bytes from 10.0.3.1: icmp_seq=4 ttl=255 time=3211900.8 ms
64 bytes from 10.0.3.1: icmp_seq=2 ttl=255 time=5124922.8 ms
64 bytes from 10.0.3.1: icmp_seq=1 ttl=255 time=6388671.9 ms

--- 10.0.3.1 ping statistics ---
9 packets transmitted, 4 packets received, 55% packet loss
round-trip min/avg/max = 3211900.8/5222806.6/6388671.9 ms
vegard@gyversalen:~$ exit

Script done on Sat Apr 28 14:14:28 2001

```

## Comparaison de bandes passantes
Grâce au développement des technologies avec mémoire flash, le transfert de données par pigeons voyageurs pourrait avoir un avantage par rapport aux moyens de transfert traditionnels, à condition de tolérer le temps de latence en échange de cette très haute bande passante. Par exemple, pour une distance de plus de 50 km, un pigeon peut emporter plus de 128 gigaoctets de données en environ une heure, ce qui peut être bien plus rapide qu'une connexion ADSL classique. Ceci a ainsi été testé en 2004 en Israël avec trois pigeons transportant 4 gigaoctets de données sur une distance de 100 km, pour un débit calculé à 2,27 Mbit/s. Mais il faut s'attendre à des pertes de données.
Le 10 septembre 2009, une expérience consistant à transférer 4 gigaoctets de données sur 60 milles (96 km) a été menée en Afrique du Sud. Le pigeon transportait les données en une seule mémoire flash. Il fallut deux heures pour acheminer les données par ce moyen ; dans le même temps, 4 % des mêmes données avaient été transférées par la connexion ADSL. L'objectif principal était de souligner l'inefficacité de Telkom, principal fournisseur d'accès du pays.
Le 16 septembre 2010, c'est sur une distance de 120 km entre Skegness et une ferme du Yorkshire que le transport par pigeon voyageur a montré sa supériorité sur le téléchargement d'une vidéo de cinq minutes. Des clés USB étaient attachées aux pattes des pigeons, et les volatiles ont couvert la distance en une heure et quart, alors que dans le même temps le téléchargement du fichier de 300 Mo n'en était qu'à 24 %. Le but de l'expérience était de mettre en évidence que dans certaines parties du Royaume-Uni, le réseau haut-débit n'était toujours « pas assez performant pour remplir sa fonction ».

## Autres utilisations
Cette RFC est souvent évoquée à des fins pédagogiques pour illustrer le fait que le protocole IP est indépendant du support, et que potentiellement n'importe quelle couche de liaison peut convenir,,,.
En 2000, une entreprise européenne a utilisé cette RFC pour vérifier l'attention de ses partenaires commerciaux. Elle a ainsi publié un appel d'offres en demandant aux prestataires qui y répondraient d'indiquer quelles RFC ils supportaient parmi une longue liste, au sein de laquelle se trouvait la RFC 1149. Plusieurs entreprises n'ont pas remarqué le piège, tandis que Juniper Networks a souligné que cette RFC « n'était pas sérieuse », et que le fournisseur de serveurs et de logiciels Cisco a indiqué qu'il ne pouvait l'appliquer que le 1er avril.
En 2003, un groupe de Suédois s'est inspiré de cette RFC pour imaginer un système de communication qui utiliserait les pigeons de la ville de Göteborg.